# Ebenezer Cobb Morley
Ebenezer Cobb Morley (n. 16 august 1831, Kingston upon Hull, Anglia, Regatul Unit al Marii Britanii și Irlandei – d. 20 noiembrie 1924, Greater London, Anglia, Regatul Unit) a fost un sportiv englez, fiind fondatorul Asociației de Fotbal și fotbalului modern.
Morley s-a născut și a trăit în Hull, până la varsta de 22 de ani. În 1858 s-a mutat la Barnes, unde a format echipa de fotbal Barnes Club, membru fondator al Asociației de Fotbal, în 1862. În 1863, în calitate de căpitan al clubului de fotbal Mortlake, a scris ziarului Bell's Life pentru a propune un organism de conducere și organizare pentru fotbal. Datorită propunerii sale, a avut loc prima întâlnire la Freemasons's Tavern, când s-a creat Asociația de Fotbal.
El a fost primul secretar al Asociației de Fotbal (1863-1866), al doilea președinte (1867-1874) și a elaborat primele Legi ale Jocului. Primul meci jucat de Morley a fost împotriva Richmond, în 1863. Între cluburile din Londra și Sheffield pe 31 martie 1866, a marcat primul meci reprezentativ. 
Avocat de profesie, Morley a fost un pasionat vâslaș, fondator al clubului Barnes și Mortlake Regatta pentru care el a fost, de asemenea, secretar (1862-1880). A lucrat la Consiliul Județea Surrey pentru Barnes (1903-1919), unde a fost judecător de Pace.
Morley este înmormântat în Cimitirul din Barnes. El nu a avut copii.

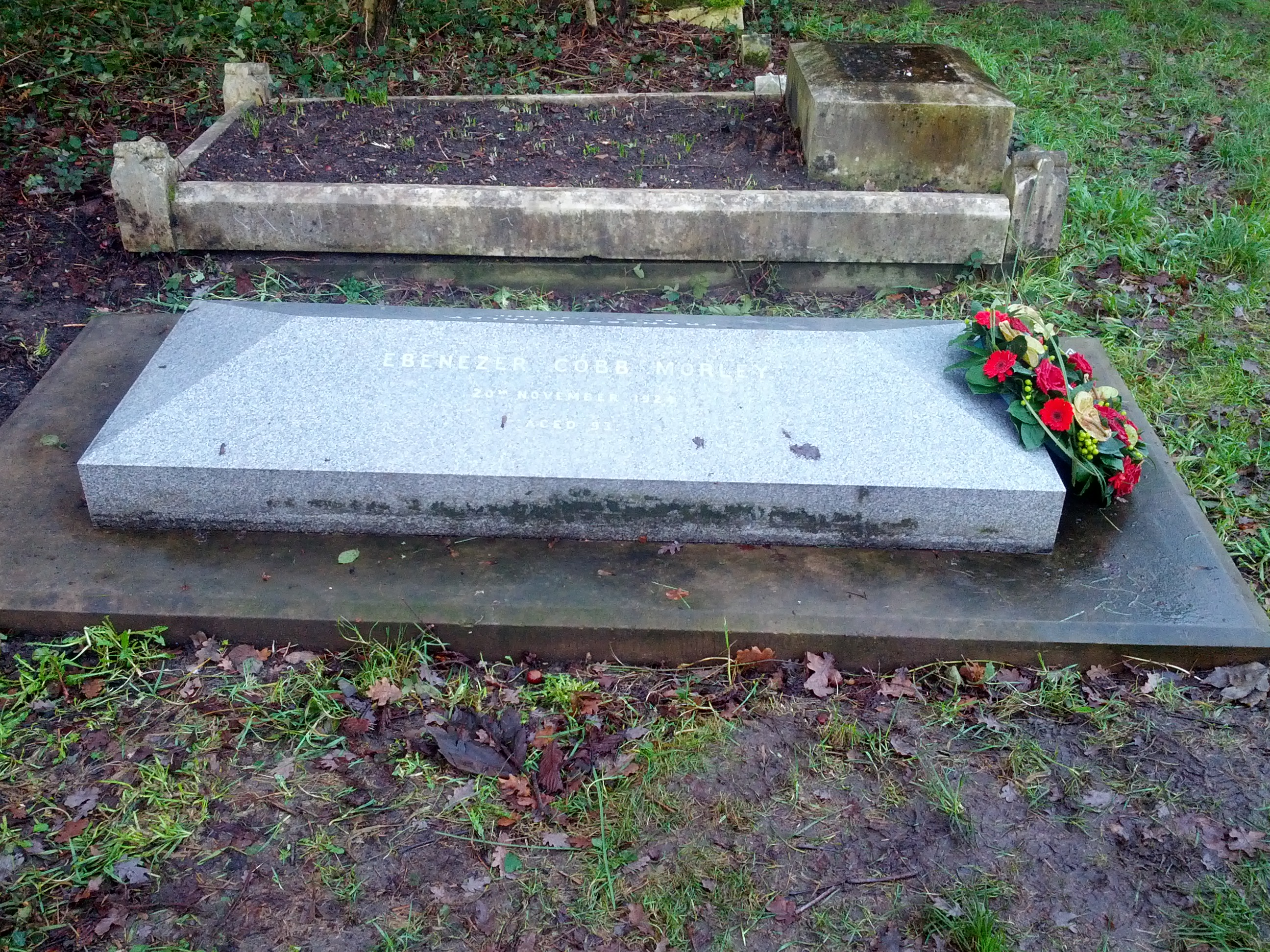
Mormântul lui Ebenezer Cobb Morley în Barnes Cimitir, cu o coroană de comemorare a 150 de ani de la fondarea Football Association.